# 喬安·費里曼 (英國心理學家)
喬安·費里曼（英語：Joan Freeman，1935年—）是一位兒童心理學家，並以終身致力於兒童才華與天份的發展。

## 教育與學術
費里曼在曼徹斯特大學取得了她的心理學理學學士學位，以及之後的學校諮詢輔導的高級文憑課程，教育學理學碩士學位以及教育心理學的博士學位。
費里曼之後曾在普雷斯頓理工學院以及蘭開斯特大學擔任高級講師。 她後來在曼徹斯特大學擔任研究助理 ，之後並在倫敦大學學院的教育研究院擔任講師。
2006年，在喬安擔任資深副總裁時，學院的老師頒給她榮譽獎學金。在2014年， 門薩國際授予她終身成就獎 （页面存档备份，存于），她還因促進泛歐洲聯合支援有天份的年輕人而被授予首位的歐洲天才人際網絡獎。 並且她在2006年被全國兒童教育協會授與榮譽守護者的頭銜。
她在英國心理協會被選中得到特殊的獎學金並於2007年被授與終身成就獎，她同時還是特許(授權)的心理學家。

## 研究主題
費里曼的終極目標是以科學方式激勵高階段潛能學習與發展，並在全世界開發出知識與運用的動態溝通網絡。

### 兒童發展
費里曼最重要的研究貢獻在於兒童發展，這項研究主要在於她在英國執行了35年，針對210位極具天賦的、以及一般資質的兒童，持續做對照式的深度追蹤研究到他們成年後。此項研究為古爾本基安基金會與艾絲米費爾貝恩基金會支持贊助。
這項奠基的研究展示了全球有才華與天份的人，在特殊的挑戰下可以幫助產生正面的態度改變而發展出高階段潛能。這項研究以調查與科學設置的深度而聞名，特別是雙重吻合的控制組。

### 英國政府工作
費里曼在英國政府與主要見證常設委員會擔任了八年對高度才華與天分突出兒童教育的顧問。她成立了頂尖教育團體並擔任總裁，此團體為英國教育發展信託專家的智囊團。

## 高能力者的歐洲理事會
在1988年，費里曼成立了高能力者的歐洲理事會，串連起西方與蘇聯地區的合作。也變成非政府組織的歐洲理事會，並且在全球組織蓬勃發展，她也成為該理事會的創辦主席與榮譽會員。該理事會發行了高能力者研究的學術期刊，泰勒與法蘭西斯，她曾為該期刊的主編輯，目前為該期刊的國際顧問董事。理事會的出版物也包含社會科學引文索引。

## 選定的出版物與採訪

### 書籍
費里曼針對學者與家長出版了17本書，包含：
- . Pergamon. 1968: 273. ISBN 978-0-0-80-03537-6.
- . Methuen. 1975: 144. ISBN 978-0-4-16-83750-6.
- . Wiley. 26 August 1985: 414. ISBN 978-0-4-71-10255-7.
- . HMSO. 1988: 67. ISBN 978-0-1-13-50100-7.
- . Cassell. 1991: 243. ISBN 978-0-3-04-32408-8.
- . UNESCO. 1992: 256. ISBN 978-9-2-31-02788-8.
- . Vermilion. 6 August 1996: 190. ISBN 978-0-0-91-81391-8.
- . Optima. 1996: 182. ISBN 978-0-3-56-19671-8.
- . Routledge. 15 September 2010: 312. ISBN 978-0-4-15-47009-4.

### 選定的論文
- 'Scientific thinking in gifted children' in P. Csermely & L. Lederman (Eds.) Science Education: Talent   Recruitment and Public Understanding’ IOS Press with NATO Scientific Affairs Division: Amsterdam [4]Published 2003
- 'Permission to be gifted: how perceptions of giftedness can change lives’, in R. Sternberg & J. Davidson, Conceptions of Giftedness, Cambridge: Cambridge University Press. Pp. 80–97.[5]Published 2005
- Intelligenz, Hochbegabung, Vorschulerziehung, Bildungsbenachteiligung. Published 2010 –  in German
- Education of Gifted Children in Western Europe Publisher: Moscow State University of Psychology and Education. Published 2011 in Russian. ISSN 1814-2052
- Emotional Development of the Gifted and Talented. Published 2013 in Czech
- 'The long-term effects of families and educational provision on gifted children', Educational and Child Psychology, 30 (2), 7–17.[6]Published 2013
- Why some gifted children are notably more successful in life than others with equal ability and opportunities. Published in Spanish, Revista de Educación. April–June 2015

### 選定的採訪
- Young Gifted and Likely to Suffer for It （页面存档备份，存于） The Guardian 9 October 2010
- Gifted lives: An Interview with Professor Joan Freeman （页面存档备份，存于） Horizons of Psychology 2011
- Child Genius （页面存档备份，存于） Channel 4 15 July 2014 （页面存档备份，存于）
- How do I know if my child is gifted or just smart? （页面存档备份，存于） Daily Telegraph 1 June 2017

### 引用
費里曼的書籍與論文累計了數以百計的引用. （页面存档备份，存于）

## 目前活動
費里曼目前為英國倫敦北部亨頓的密德薩斯大學，與歐洲理事會的高能力者天份支持系統的訪問學者。她同時也是國全國兒童教育協會的守護者。
自2007年，她已經在倫敦中央進行一項對有才華的兒童潛能的研習，這是在英國唯一針對心理方面的兒童發展研習，並吸引了全球的家長與兒童的注目。

## 心理學之外
費里曼是西北藝術協會在許多角色的長期成員，包含了日誌的主持人; 曼徹斯特皇宮劇院的總監; 吉伯利國家兒童詩歌展的起始人與評審，同時也是Arrow Books 出版的五本兒童詩歌及的編輯顧問。